# 石南镇 (通城县)
石南镇，是中华人民共和国湖北省咸寧市通城县下辖的一个乡镇级行政单位。

## 行政区划
石南镇下辖以下地区：
街道社区、凡店村、排合村、石马村、柏树村、仙姑村、花亭村、虎岩村、杨山村、梅港村和赛公村。